# Lyophyllum brunneoochrascens
Lyophyllum brunneoochrascens är en svampart som tillhör divisionen basidiesvampar, och som beskrevs av Erhard Ludwig. Lyophyllum brunneoochrascens ingår i släktet Lyophyllum, och familjen Lyophyllaceae. Arten är reproducerande i Sverige.